# بنجامین وان
بنجامین ووگان (انگلیسی: Benjamin Vaughan; ۱۹ آوریل ۱۷۵۱ – ۸ دسامبر ۱۸۳۵) Commissioner، سیاستمدار اهل پادشاهی بریتانیای کبیر بود. یک رادیکال سیاسی بریتانیایی بود. او کمیسر مذاکرات بین بریتانیا و ایالات متحده در تهیه پیش نویس معاهده پاریس (۱۷۸۳) بود.